# Deux Cœurs à louer
Pour plus de détails, voir Fiche technique et Distribution.
Deux Cœurs à louer (titre original anglais : Borrowed Hearts) est un téléfilm de Noël américano-canadien réalisé par Ted Kotcheff, sorti en 1997.

## Synopsis
Le propriétaire d'un établissement propose à la mère célibataire de jouer le rôle de sa compagne.

## Fiche technique
- Titre original : Borrowed Hearts
- Titre français : Deux cœurs à louer
- Réalisation : Ted Kotcheff
- Scénario : Pamela Wallace et Earl W. Wallace
- Photographie : Michael Storey
- Musique : John Welsman
- Pays d'origine : Canada - États-Unis
- Format : Couleurs - 1,33:1 - Stéréo
- Genre : romance
- Durée : 91 minutes
- Date de première diffusion : 1997

## Distribution
- Roma Downey : Kathleen Russell
- Eric McCormack : Sam Field
- Shawn Thompson : Dave Hebert
- Janet Bailey : Carly
- Kevin Hicks : Jerry Russell
- Barbara Gordon : Bridget
- Hector Elizondo : Javier Del Campo
- R.D. Reid
- Cody Jones